# 마농 브레슈
마농 브레슈(Manon Bresch, 1998년 1월 4일 ~ )는 프랑스, 카메룬의 배우이다.

## 출연 작품

### 영화
- 2023년 싸워야 하는, 지켜야 하는 - 프레드 역